# Beaumontois-en-Périgord
Beaumontois-en-Périgord é uma comuna francesa na região administrativa da Nova Aquitânia, no departamento da Dordonha. Estende-se por uma área de 72.71 km². Em 2010 a comuna tinha 1 896 habitantes (densidade: 26,1 hab./km²).
Foi criada em 1 de janeiro de 2016, a partir da fusão das antigas comunas de Beaumont-du-Périgord, Labouquerie, Nojals-et-Clotte e Sainte-Sabine-Born.